# 巴林地理
巴林王国是波斯湾西南部岛国，主要由巴林群岛和侯瓦尔群岛两部分组成。西与沙特阿拉伯隔海相望。两国之间有法赫德国王大桥相连，东与卡塔尔相邻。各岛地势低平，多数石灰岩岛，沙漠广布。最高点为巴林岛中部的杜汉山，海拔134米。主体部分巴林岛占全国总面积的八分之七，巴林岛为石灰岩台地，有几座石灰岩低丘，北部沙丘连绵，中部有一侵蚀洼地。属热带沙漠气候，年均降水量77毫米。